# Nullteiler
In der abstrakten Algebra ist ein Nullteiler eines Ringes {\displaystyle R} ein Element {\displaystyle a}, für das es ein vom Nullelement {\displaystyle 0} verschiedenes Element {\displaystyle b} gibt, so dass {\displaystyle ab=0}. Dieses letztere Produkt wird gelegentlich als Nullprodukt bezeichnet.
Das Nullelement {\displaystyle 0} ist als neutrales Element der Addition gleichzeitig absorbierendes Element der Multiplikation. Deshalb ist es selbst ein Nullteiler, ein trivialer Nullteiler. Ferner wird ein Nullprodukt, das einen Faktor {\displaystyle 0} enthält, trivialerweise {\displaystyle =0}, weshalb Produkte mit einem bekannten Faktor {\displaystyle 0} zur Definition des Begriffs Nullteiler nicht herangezogen werden.

## Definition
Ist {\displaystyle R} ein Ring und {\displaystyle a\in R}, dann unterscheidet man zwischen:
- Linksnullteiler: Es gibt ein Element {\displaystyle b\in R\setminus \{0\}}, so dass {\displaystyle ab=0}.
- Rechtsnullteiler: Es gibt ein Element {\displaystyle b\in R\setminus \{0\}}, so dass {\displaystyle ba=0}.
- (zweiseitiger) Nullteiler: {\displaystyle a} ist sowohl Links- als auch Rechtsnullteiler.
- Linksnichtnullteiler: {\displaystyle a} ist kein Linksnullteiler.
- Rechtsnichtnullteiler: {\displaystyle a} ist kein Rechtsnullteiler.
- (zweiseitiger) Nichtnullteiler: {\displaystyle a} ist weder Links- noch Rechtsnullteiler, oft auch reguläres Element genannt.

In nichtkommutativen Ringen müssen Linksnullteiler keine Rechtsnullteiler sein und umgekehrt, bei kommutativen Ringen hingegen fallen die zwei mal drei Begriffe schlicht zu Nullteiler bzw. Nichtnullteiler zusammen.
Man nennt von {\displaystyle 0} verschiedene Links-, Rechts- oder zweiseitige Nullteiler echt (dann sind beide Faktoren {\displaystyle \neq 0}). Ein Ring ohne echte Links- und ohne echte Rechtsnullteiler heißt nullteilerfrei.
Ein nullteilerfreier, kommutativer Ring mit Einselement {\displaystyle 1\neq 0} heißt Integritätsring.

## Satz vom Nullprodukt
Für nullteilerfreie Ringe {\displaystyle R} gilt per Definition:
Ist {\displaystyle ab=0} für zwei Elemente {\displaystyle a,b\in R}, dann ist {\displaystyle a=0} oder {\displaystyle b=0.}
Diese Aussage wird auch, vor allem in der Schulmathematik, als Satz vom Nullprodukt bezeichnet. Der Satz vom Nullprodukt gilt insbesondere im Bereich der reellen Zahlen und kann dort manchmal vorteilhaft benutzt werden, um Gleichungen aufzulösen.

### Beispiel
Gesucht sind die reellen Zahlen, welche die Gleichung {\displaystyle 2x^{2}-6x=0} erfüllen. Durch Ausklammern erhält man die äquivalente Gleichung {\displaystyle 2x(x-3)=0}. Mit dem Satz vom Nullprodukt folgt nun {\displaystyle 2x=0} oder {\displaystyle x-3=0}. Also hat die Gleichung die beiden Lösungen {\displaystyle x_{1}=0} und {\displaystyle x_{2}=3}.

## Beispiele
- Der Ring {\displaystyle \mathbb {Z} } der ganzen Zahlen ist nullteilerfrei[5], der Ring {\displaystyle \mathbb {Z} ^{2}} (mit komponentenweiser Addition und Multiplikation) enthält zum Beispiel die Nullteiler {\displaystyle (0,1)} und {\displaystyle (1,0)}, denn {\displaystyle (0,1)\cdot (1,0)=(0,0)} und {\displaystyle (1,0)\cdot (0,1)=(0,0)}.

- Jeder Körper ist nullteilerfrei, denn jedes von {\displaystyle 0} verschiedene Element hat ein multiplikatives Inverses.

- Der Restklassenring {\displaystyle \mathbb {Z} /6\mathbb {Z} } hat die Nullteiler 2, 3 und 4, denn es ist {\displaystyle 2\cdot 3\equiv 4\cdot 3\equiv 0\mod 6}.

- Allgemein ist für eine natürliche Zahl {\displaystyle n>1} der Restklassenring {\displaystyle \mathbb {Z} /n\mathbb {Z} } genau dann nullteilerfrei (sogar ein Körper), wenn {\displaystyle n} eine Primzahl ist.[5]
- Der Polynomring {\displaystyle K[x]} über einem beliebigen Körper {\displaystyle K} ist nullteilerfrei.[6]

- Der Ring der reellen 2×2-Matrizen enthält beispielsweise die Nullteiler

{\displaystyle {\begin{pmatrix}1&1\\2&2\end{pmatrix}}\quad {\text{und}}\quad {\begin{pmatrix}1&1\\-1&-1\end{pmatrix}}}
denn
{\displaystyle {\begin{pmatrix}1&1\\2&2\end{pmatrix}}\cdot {\begin{pmatrix}1&1\\-1&-1\end{pmatrix}}={\begin{pmatrix}0&0\\0&0\end{pmatrix}}.}
- Allgemein sind in einem Matrizenring über einem Körper oder Integritätsring genau die Matrizen Nullteiler, deren Determinante {\displaystyle 0} ist. Hier gibt es trotz fehlender Kommutativität keinen Unterschied zwischen Links- und Rechtsnullteilern.[3]

## Eigenschaften
- In Ringen ist ein Element ungleich Null genau dann Links-, Rechts- oder zweiseitiger Nichtnullteiler, wenn es links-, rechts- bzw. zweiseitig kürzbar ist.[7]

- In einem Ring mit Einselement sind echte Nullteiler  (linke oder rechte) nicht invertierbar, d. h. keine Einheiten. Sei nämlich {\displaystyle a\neq 0} bspw. ein linker Nullteiler, es gibt also ein {\displaystyle b\neq 0} mit {\displaystyle ab=0}. Angenommen nun, {\displaystyle a} wäre invertierbar, es gäbe also ein {\displaystyle c} mit {\displaystyle ca=1}, dann ergäbe sich der Widerspruch

{\displaystyle b=(ca)b=c(ab)=c\,0=0}.
Im Fall eines Rechtsnullteilers sind die Terme zu spiegeln.
In einem nichtkommutativen Ring mit Einselement gilt: Ein Linksnullteiler hat kein Linksinverses, jedoch kann ein Linksnullteiler ein Rechtsinverses haben; analog für Rechtsnullteiler. Ein beidseitiger Nullteiler hat demnach kein Inverses.
- Ist {\displaystyle a} ein Linksnullteiler, dann ist für jedes {\displaystyle b} das Produkt {\displaystyle ba} ebenfalls ein Linksnullteiler (oder gleich null). Das Produkt {\displaystyle ab} muss hingegen kein Links- oder Rechtsnullteiler sein (siehe dazu das Beispiel des Matrixrings {\displaystyle R} im Artikel Einheit (Mathematik), dessen Elemente {\displaystyle A} und {\displaystyle B} einseitige Nullteiler sind, die jeweils einseitige Inverse voneinander sind, da {\displaystyle AB=E} die Einheitsmatrix ist).